# Charleroi 21
Charleroi 21 was een Belgische zaalvoetbalploeg.

## Historiek
De club werd opgericht in 2008 onder de naam Frameuro Mons. In het seizoen 2008-'09 werd de club kampioen in de derde nationale reeks van de KBVB.
In 2011 fuseerde de club met Action 21 Charleroi tot Charleroi 21. In 2015 volgde een tweede fusie, ditmaal met A&M Châtelineau. De fusieclub ging vervolgens verder onder de naam Futsal Team Charleroi.

## Bekende (ex-)spelers
- David Morant